# Molophilus abitus
Molophilus abitus är en tvåvingeart som beskrevs av Alexander 1944. Molophilus abitus ingår i släktet Molophilus och familjen småharkrankar. Inga underarter finns listade i Catalogue of Life.